# 여자의 반란
"여자의 반란"은 한국에서 제작된 김현명 감독의 1985년 드라마, 멜로/로맨스 영화이다. 조용원 등이 주연으로 출연하였고 김용덕 등이 제작에 참여하였다.

## 출연

### 주연
- 조용원
- 한영수

## 기타
- 조명: 강광호